# Thamnium novae-walesiae
Thamnium novae-walesiae là một loài rêu trong họ Neckeraceae. Loài này được Kindb. mô tả khoa học đầu tiên năm 1902.